# St. Josef (Koblenz)

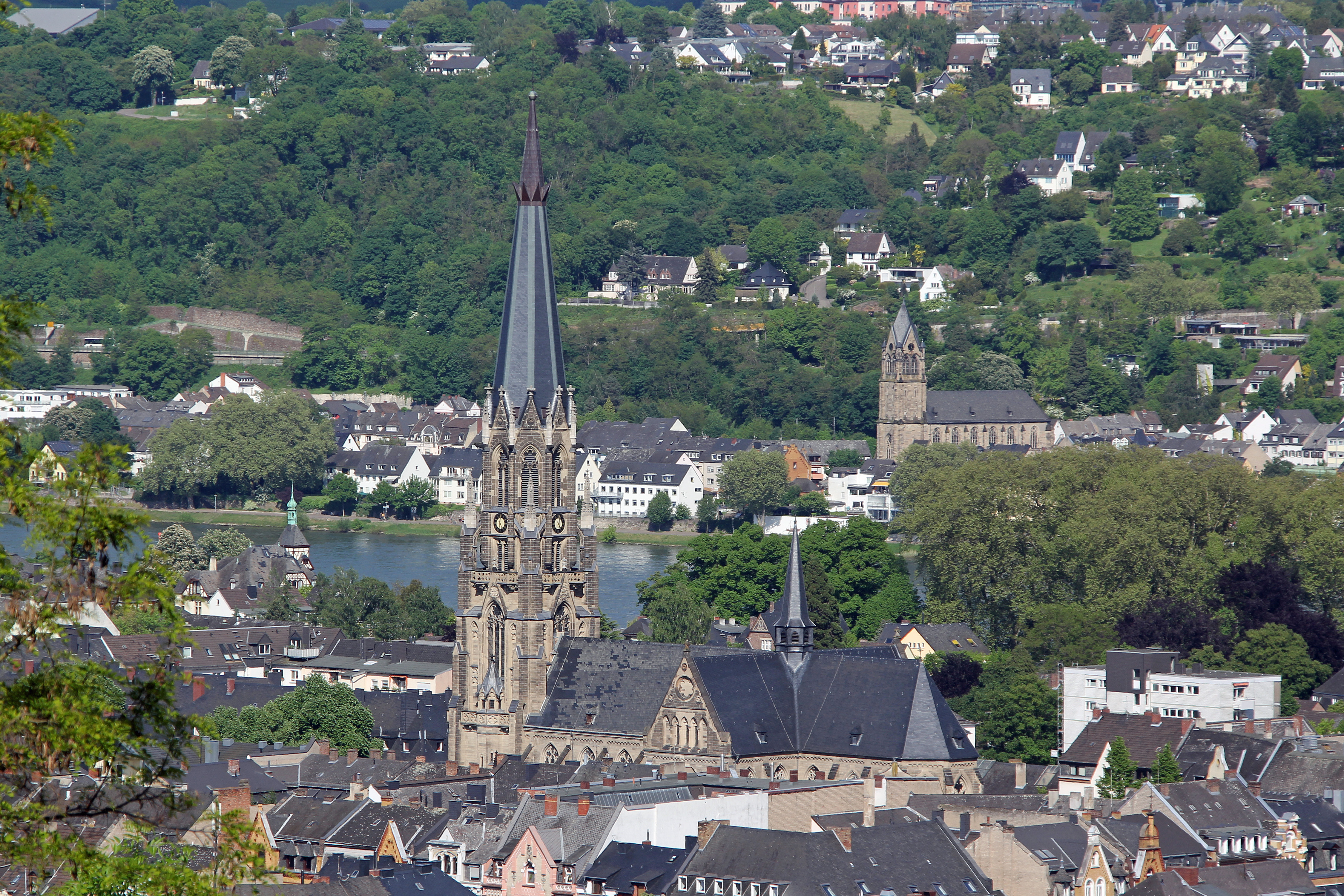
Blick von der Karthause auf die Pfarrkirche St. Josef in der Südlichen Vorstadt von Koblenz, im Hintergrund der Rhein und die Pfarrkirche St. Peter und Paul in Pfaffendorf

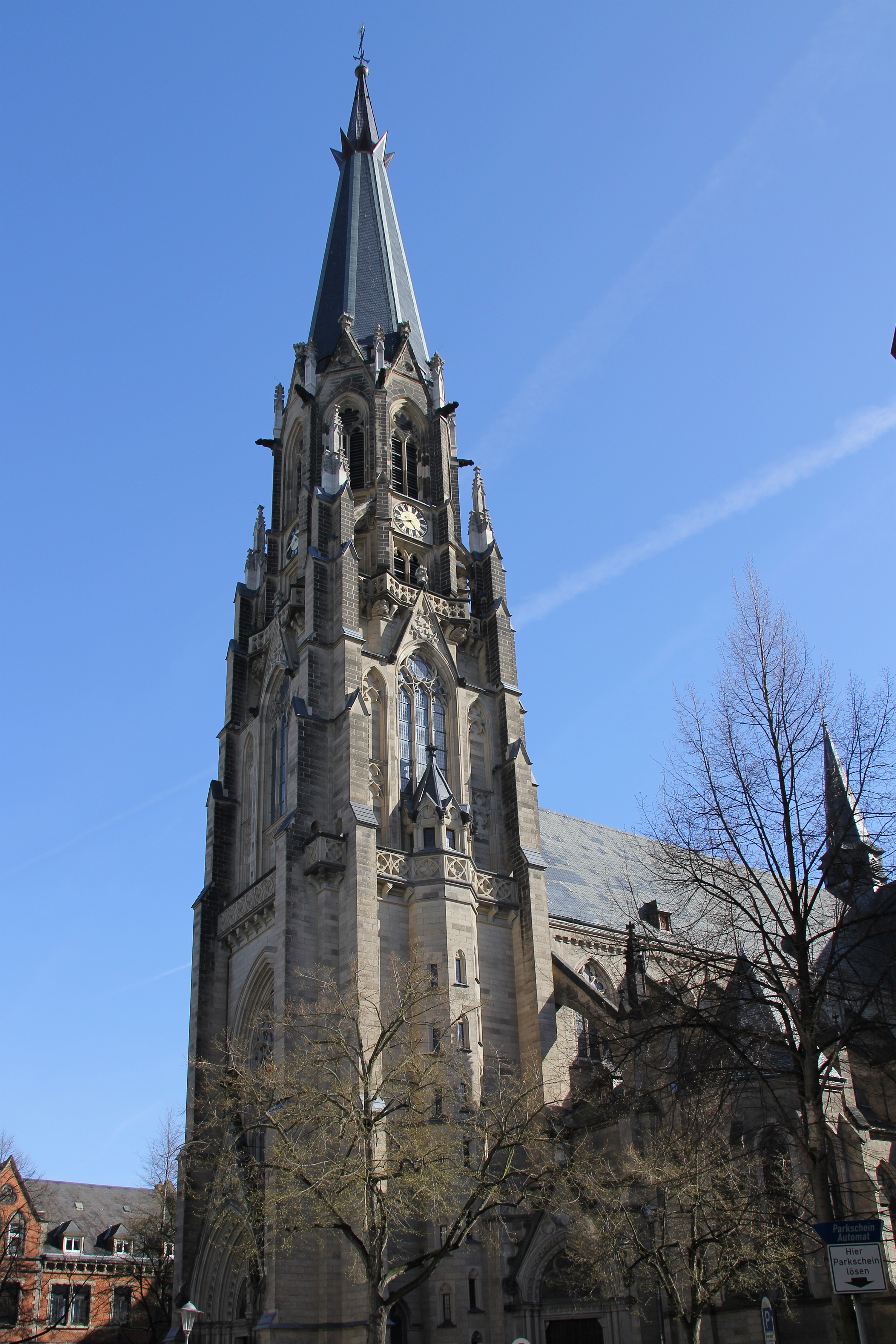
Der über 90 m hohe Kirchturm von St. Josef

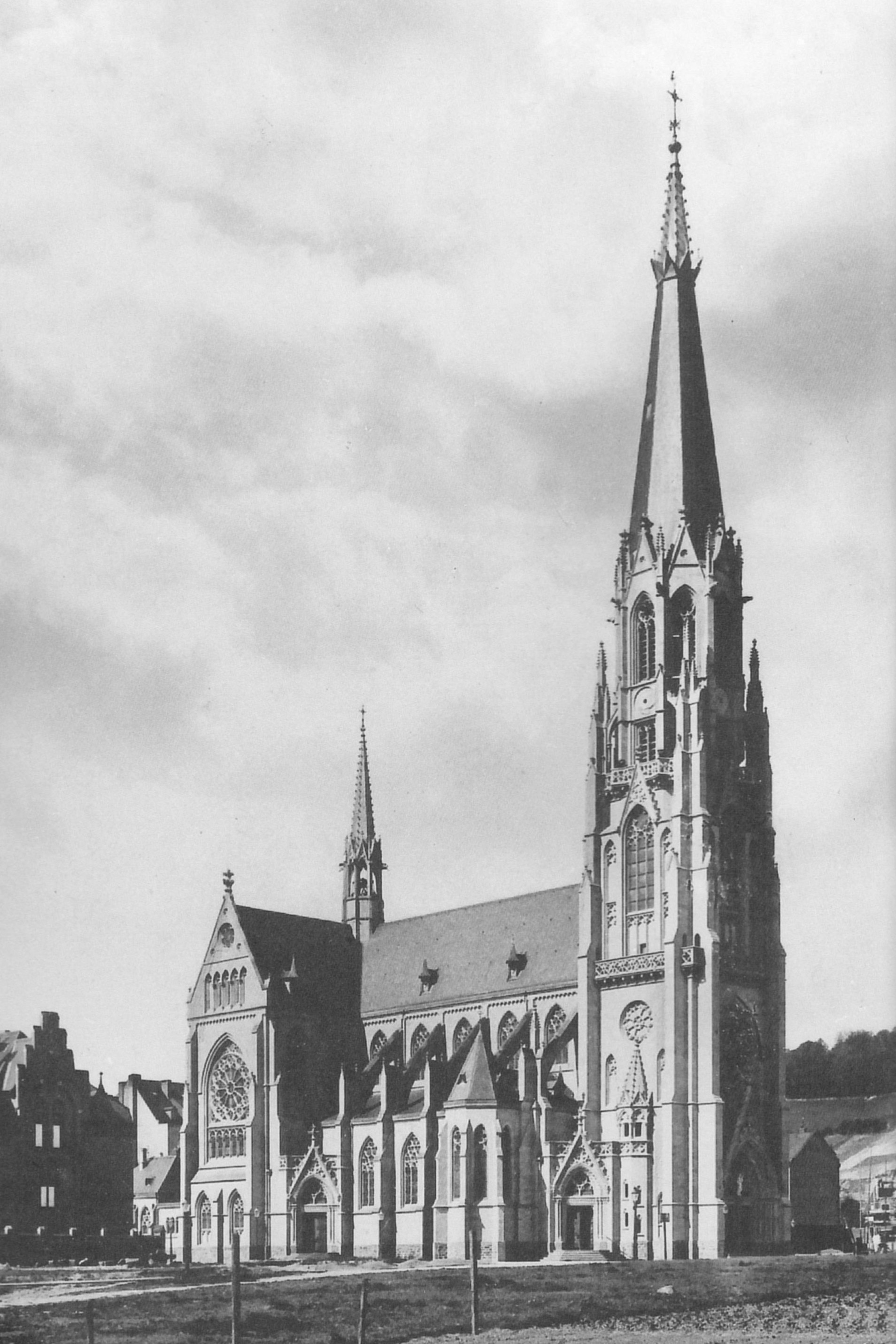
Die Pfarrkirche St. Josef um 1900

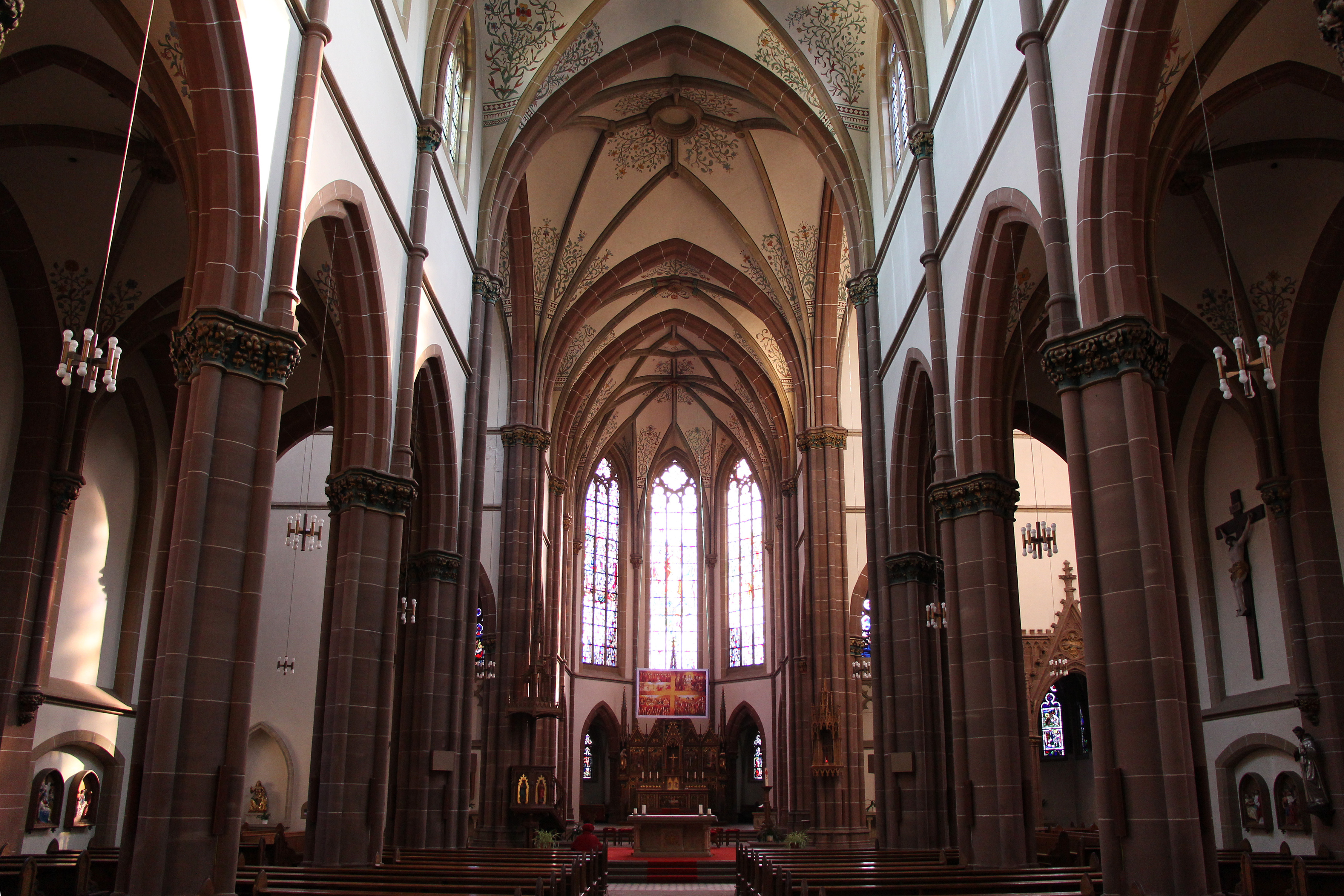
Innenraum

Die Pfarrkirche St. Josef ist eine katholische Kirche in der Südlichen Vorstadt von Koblenz. Sie wurde Ende des 19. Jahrhunderts im Zuge der südlichen Stadterweiterung erbaut. Ihr stadtbildprägender Kirchturm ist mit 93 m der höchste der Stadt. Sie trägt das Patrozinium des heiligen Josefs, was ein Signal der Behauptung der katholischen Kirche gegenüber Preußen wenige Jahre nach dem Kulturkampf darstellt.

## Geschichte
Nach Abtrennung von der Pfarrei St. Kastor wurde die neue Gemeinde St. Josef am 29. Februar 1892 eigenständig. Diese wurde in einem neuen Siedlungsgebiet gegründet, das mit Abbruch der Stadtbefestigung ab 1890 südlich des ehemaligen Walls neu entstand. Schon im ersten Plan zur südlichen Stadterweiterung, den der bedeutende preußische Städteplaner Josef Stübben 1889 aufstellte, war die Pfarrkirche als Zentrum und städtebaulicher Höhepunkt des neuen Stadtteils vorgesehen. Erster Pfarrer der Gemeinde wurde Peter Ditscheid (1846–1897). Am 13. Februar 1895 wurde St. Josef zur Pfarrei erhoben. Ditscheid setzte sich für den Neubau einer Kirche ein und stellte den Bauplatz aus seinem Familienbesitz zur Verfügung.
Am 6. August 1894 wurde mit dem Bau der Pfarrkirche St. Josef begonnen, die Grundsteinlegung war am 6. Mai 1895. Das neue Kirchenbauwerk wurde 1895 bis 1897 nach Plänen von Professor Josef Kleesattel aus Düsseldorf errichtet. Die feierliche Konsekration wurde am 16. Mai 1898 vom Trierer Bischof Michael Felix Korum vorgenommen. Im Rahmen der südlichen Stadterweiterung entstanden danach noch die katholische Herz-Jesu-Kirche (1900–1903) und die evangelische Christuskirche (1901–1904).
Bei den schweren Luftangriffen auf Koblenz im Zweiten Weltkrieg wurde die Pfarrkirche St. Josef 1944 stark beschädigt. Zunächst wurde 1948 das Langhaus wieder aufgebaut. Bis 1953 entstanden Querhaus und Chor neu. Am 7. Februar 1954 weihte der Trierer Bischof Matthias Wehr die wiederaufgebaute Kirche. Architekt des Wiederaufbaues war Joseph Kloke.
Eine komplette Restaurierung des Kirchengebäudes erfolgte von 1979 bis 1982 durch den Architekten Wolfgang Schumacher und die Restauratorin Gisela Schreyögg. Dabei erhielt der Kirchenraum sein neugotisches Aussehen so weit wie möglich zurück, nachdem dieses durch die Kriegszerstörungen und den nüchternen Wiederaufbau beeinträchtigt worden war. Ergänzt wurde die Renovierung durch eine neue Turmrosette (1981). Sie ist ein Ersatz für die im Zweiten Weltkrieg zu Bruch gegangene Vorgängerin. In der Aufbauzeit der 1950er Jahre war aus Kostengründen eine Buntverglasung mit eisernen Trägern gewählt worden. Das Bild zeigte, wie St. Christopherus am Deutschen Eck aus dem Rhein stieg, das Jesuskind auf dem Rücken. Diese Fensterkonstruktion war aber witterungsbedingt in einem solch desolaten Zustand, dass die Gelegenheit genutzt wurde, stattdessen eine dem Original nachempfundene Rosette mit Buntglas zu entwerfen. Eine Außensanierung des Kirchenbauwerks wurde 2003–2009 vorgenommen, dabei wurde auch der Kirchturm renoviert.

## Bau und Ausstattung

### Außen
Die Pfarrkirche St. Josef wurde im Stil der Neugotik errichtet. Sie ist ein mit Tuffquadern verblendeter Ziegelbau und mit dem Chor nach Süden ausgerichtet, damit sie der Südallee einen Fluchtpunkt bietet. Entsprechend steht der imposante Kirchturm am Ende der Südallee. Die dreischiffige historische Basilika mit ihrem Querhaus und der 90,46 m hohen Turmfassade greift Formen der französischen Kathedralgotik auf. Ursprünglich war für den Turm ein durchbrochener Steinhelm vorgesehen. Hauptschiff und Querschiff bilden ein riesiges lateinisches Kreuz. Die Länge der Kirche samt Turm beträgt 67 m; das Querschiff ist 33 m, das Langhaus 22,5 m breit.
Der steinsichtige Bau präsentiert sich sehr vielgestaltig, da Kapellen und Eingänge den Grundriss auflockern und die Details der Bauzier variieren. Die Fronten der Querhausarme ahmen unterschiedliche Lösungen der französischen Gotik nach, einmal mit großer Rosette, einmal mit mehreren Fenstern. Der Chor besitzt einen Umgang, der allerdings aus Kostengründen ohne den zunächst geplanten Kapellenkranz erbaut wurde.

### Innen
Das Innere der Pfarrkirche besitzt einen langgestreckten, hoheitlichen Raum mit Rippengewölbe, der über kantonierten Freipfeilern dreiteilig aufgebaut ist und in einem Umgangschor endet. Die neogotische Ausmalung wurde 1982 rekonstruiert. Der Zelebrationsaltar steht seitdem im Schnittpunkt der Vierung. Von der neogotischen Ausstattung sind einige Stücke erhalten, so der Altar der Kriegergedächtniskapelle, die Kanzel und vom ehemaligen Hochaltar Teile des Aufsatzes und zwei Reliefs. Der jetzige neogotische Hochaltar, der erst seit der letzten Renovierung aufgestellt ist, stammt aus der katholischen Pfarrkirche St. Laurentius in Ahrweiler und zeigt Szenen aus dem Leben des heiligen Laurentius. Acht Fenster mit figürlichen Darstellungen und mehrere Fenster mit grafischen Mustern wurden von der Köln-Lindenthaler Glasmalerei Schneiders und Schmolz angefertigt. Die fünf Maßwerkfenster im Chor, von denen die mittleren drei Szenen aus dem Leben des heiligen Josef zeigen, schufen 1953/1954 Rudolf Schillings und Jakob Schwarzkopf.
Das älteste Ausstattungsstück ist ein um 1720 entstandenes spätbarockes Gnadenbild. Diese Madonnenfigur wurde 1954 in die Pfarrkirche gebracht und stammt aus der 1944 zerstörten Markenbildchen-Kapelle auf dem Markenbildchenrondell. Die Kanzel ist geschmückt mit Darstellungen der vier Evangelisten in einem farbigen Flachrelief. Unter der Orgel befinden sich zwei große farbige Reliefs aus der Erbauungszeit, die Jesus am Ölberg und die Himmelfahrt Jesu zeigen. Aus der gleichen Zeit stammen zwei Reliefs vor dem ehemaligen Hochaltar (Seitenchor), die die Geburt Christi und das Abendmahl darstellen, und die von Wilhelm Mayer entworfen wurden.
An den Seiten im Haupteingangsbereich befinden sich die Kriegergedächtniskapelle, entstanden in den 1920er Jahren, mit der hängenden Figur des heiligen Michaels und die Bonifatiuskapelle mit einer Figur des heiligen Bonifatius, dargestellt mit Bischofsstab und Kreuz. Vor der Kriegergedächtniskapelle ist im Boden die Grabplatte des ersten Pfarrers von St. Josef Peter Ditscheid eingelassen.

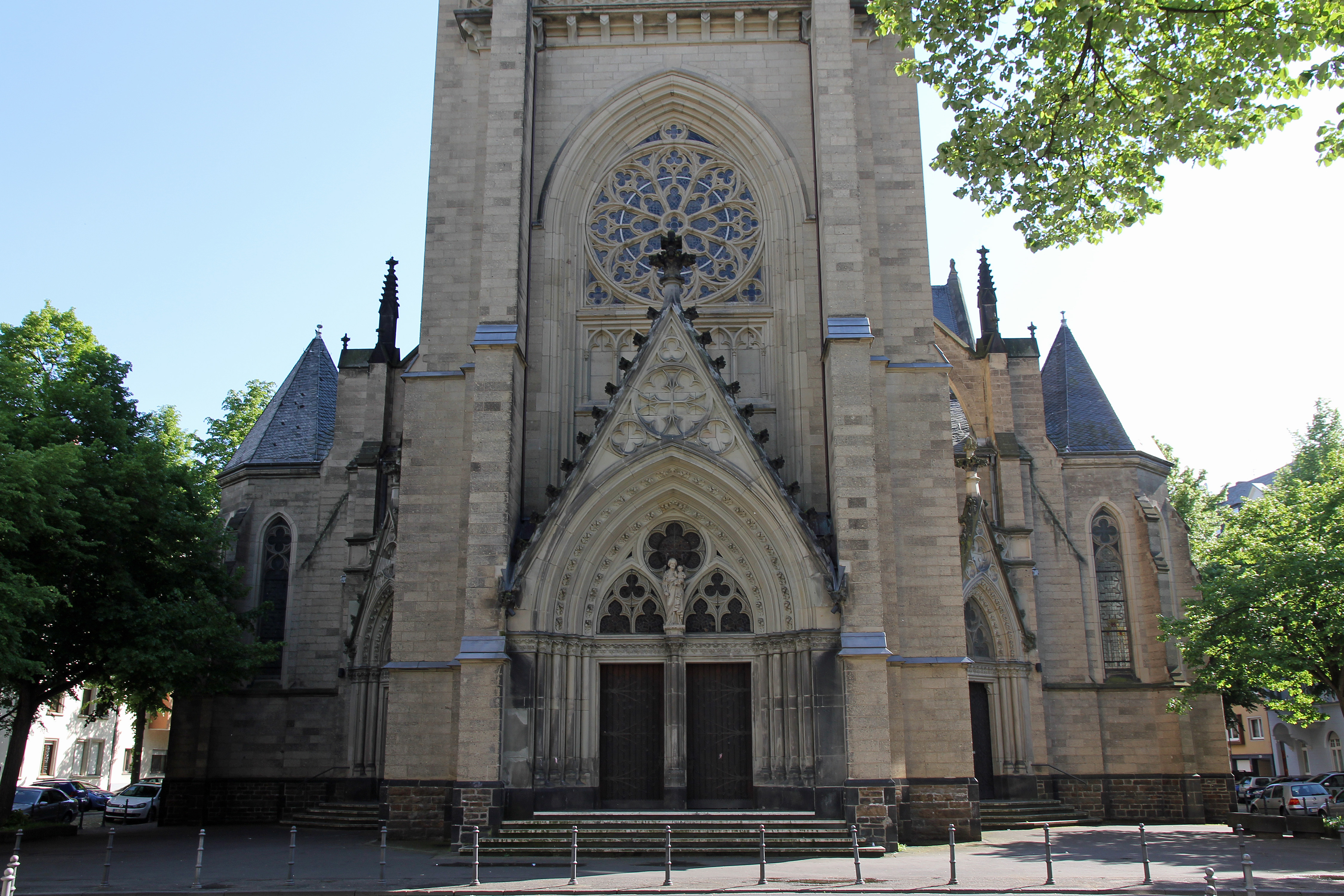
Hauptportal
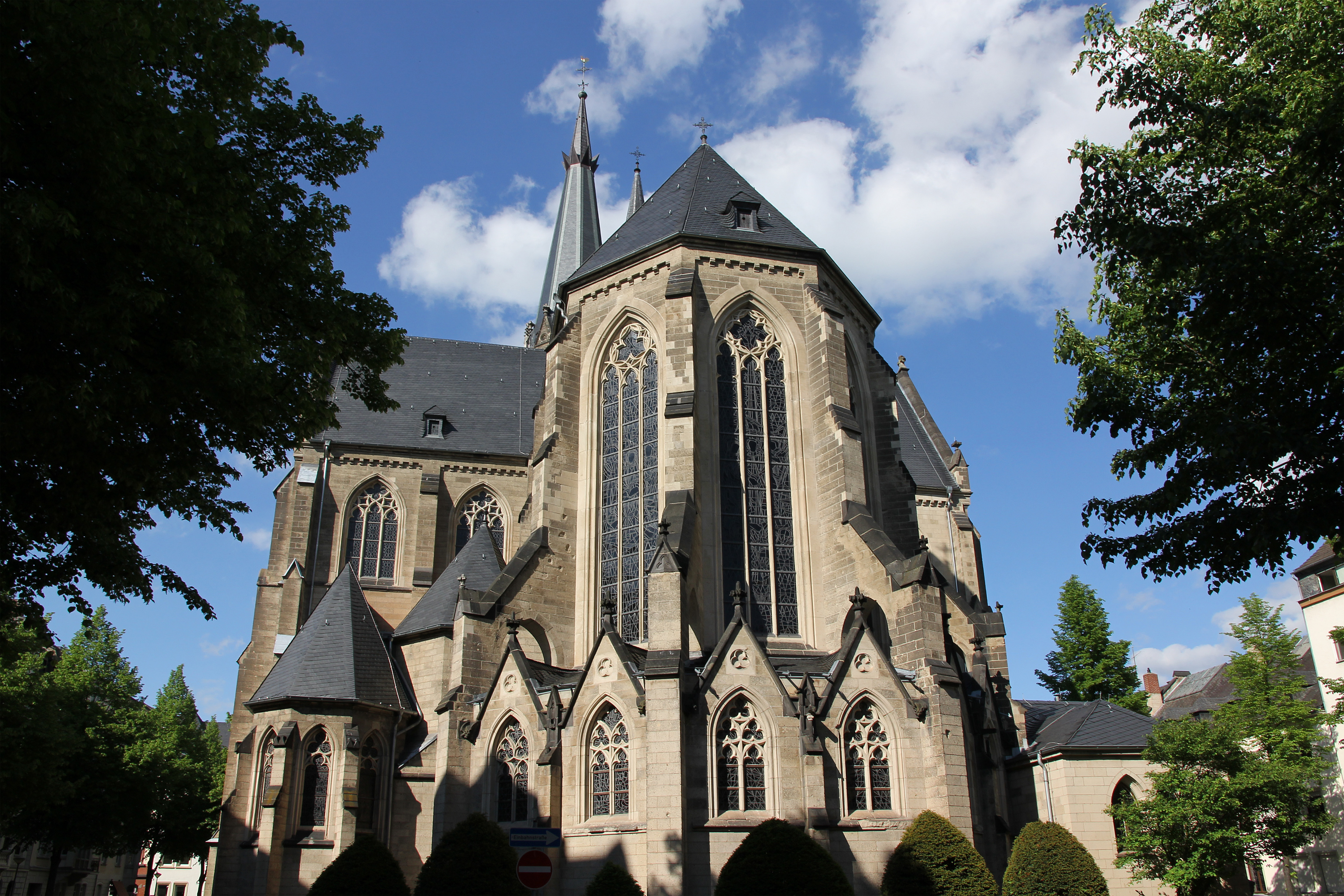
Chor
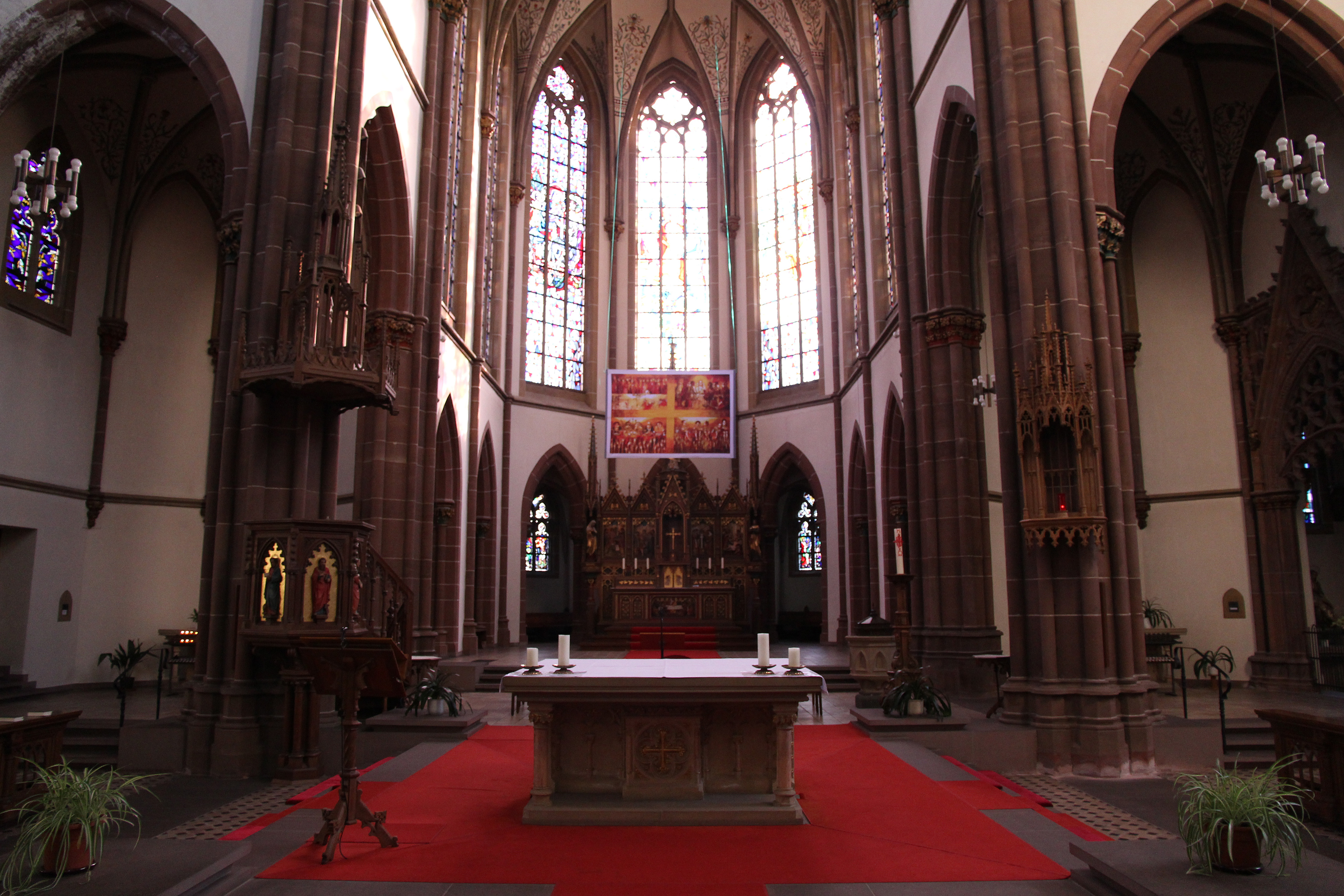
Altarraum
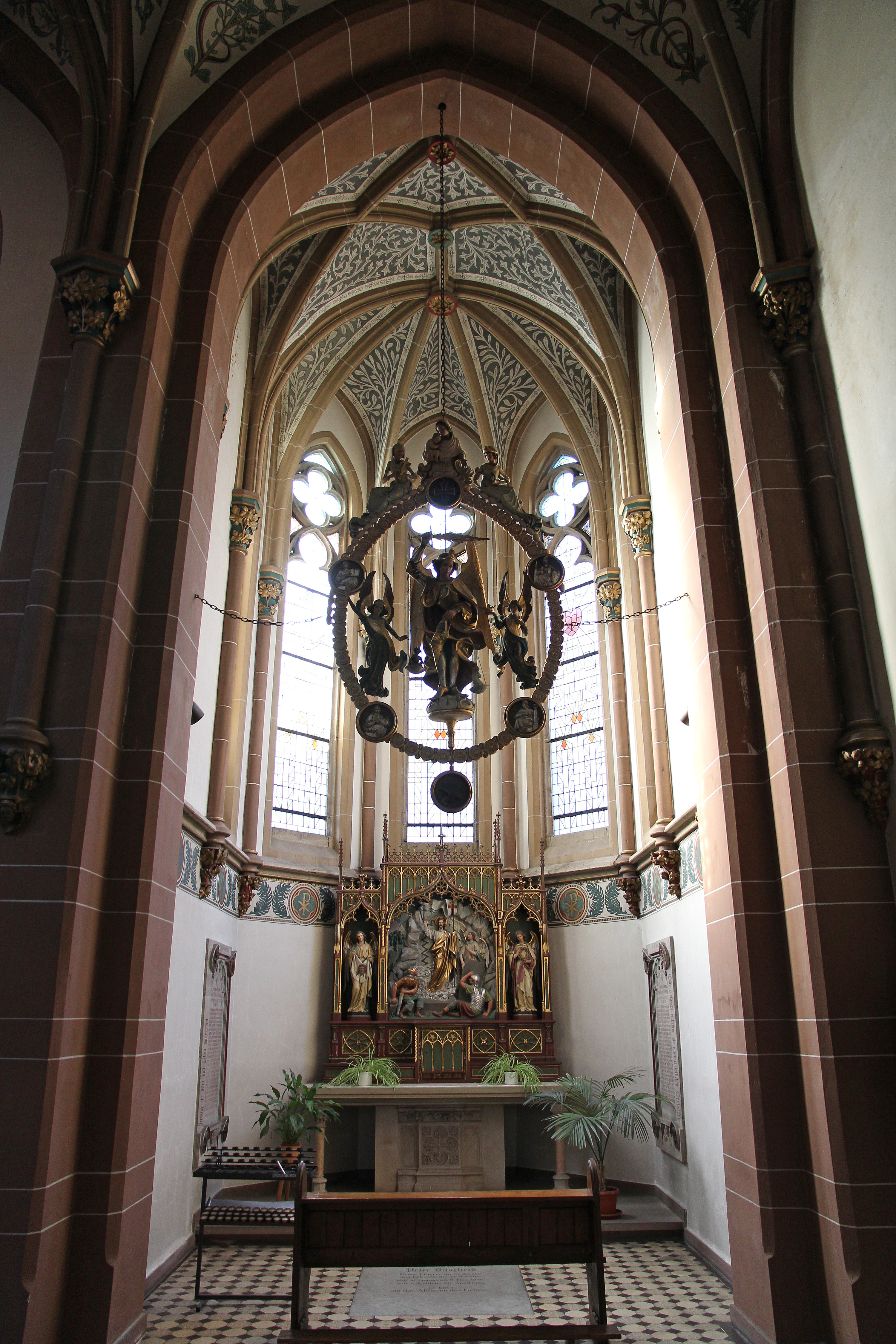
Kriegergedächtnis- kapelle
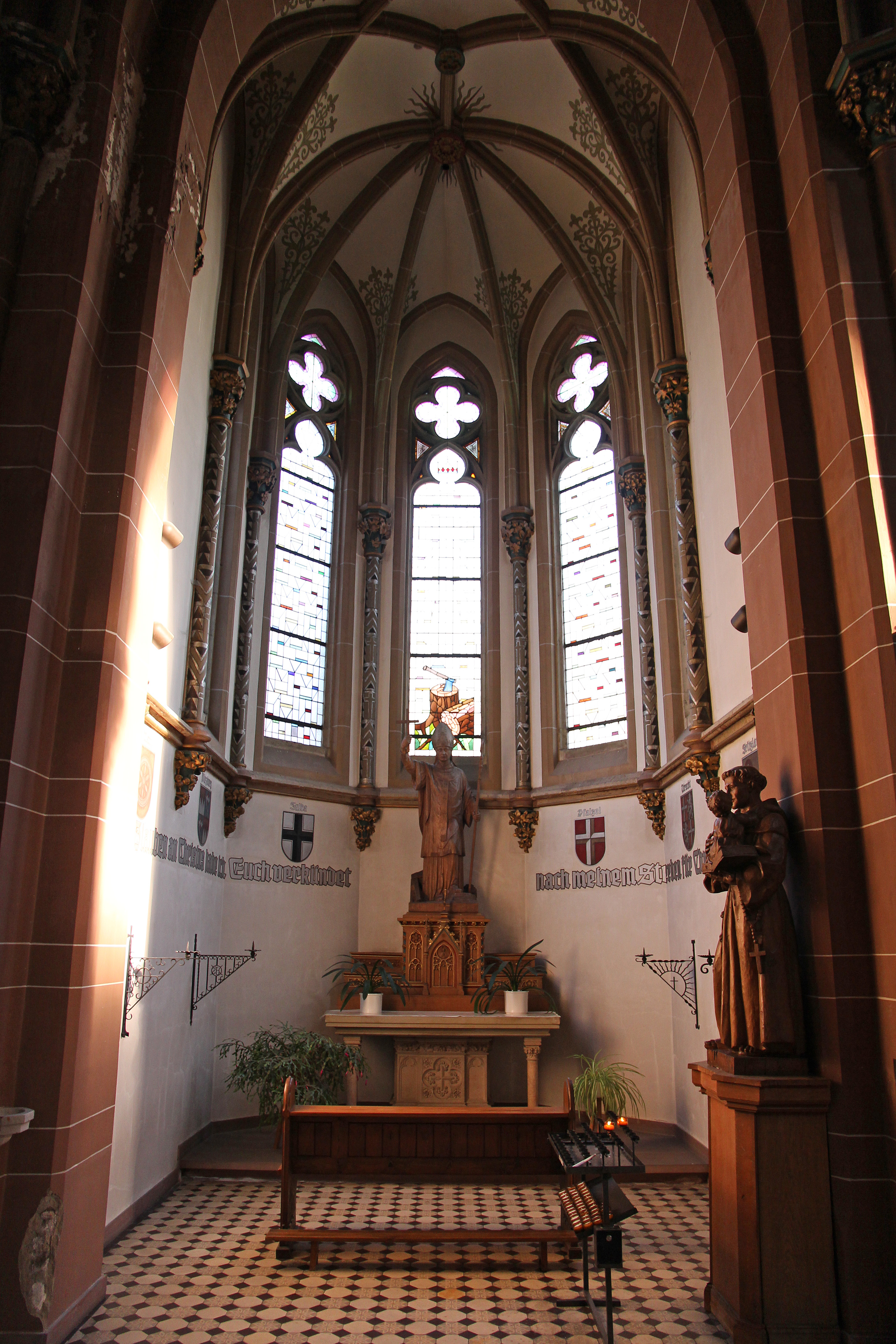
Bonifatiuskapelle

### Orgel

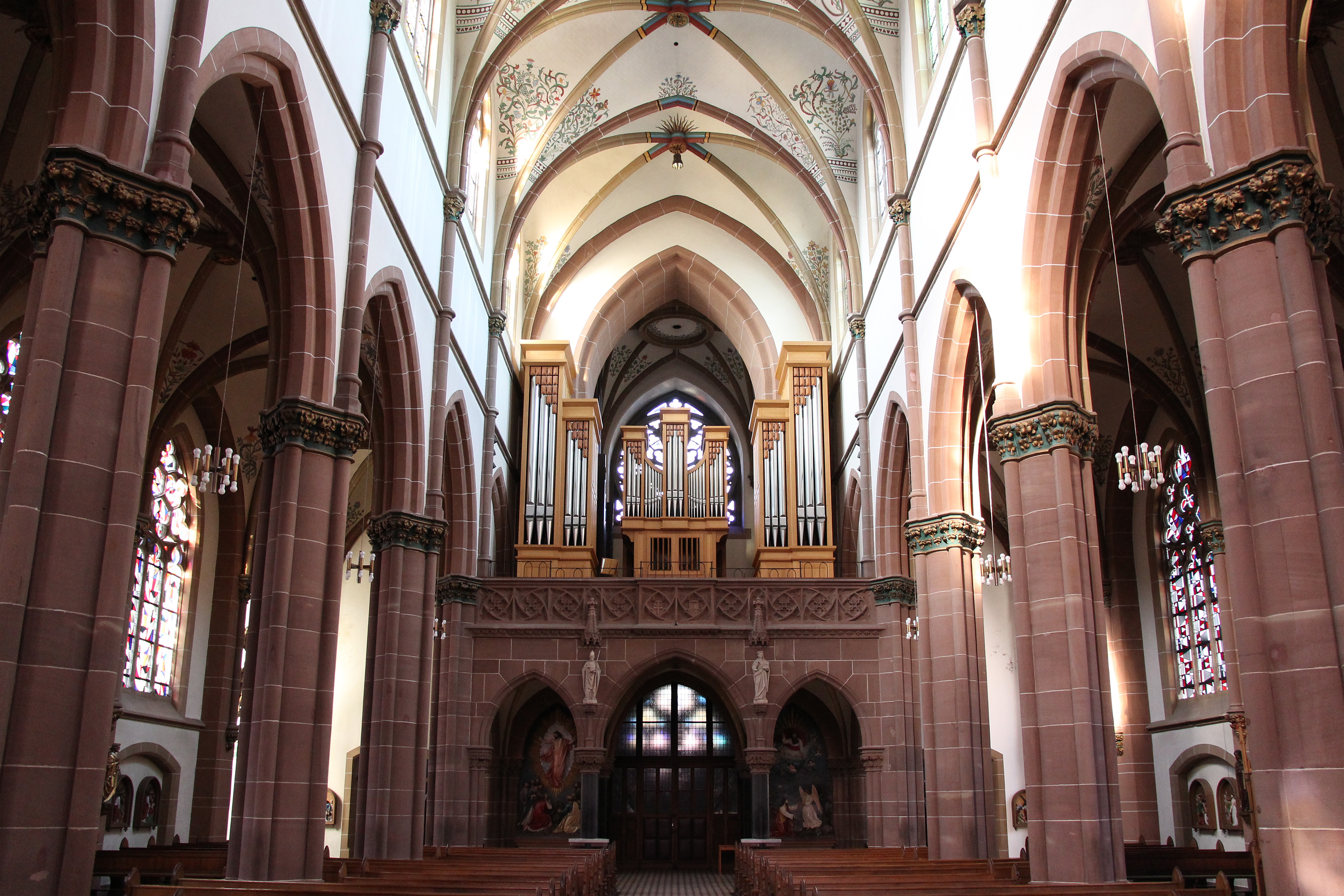
Innenraum mit der Orgel

Auf der am Turm gelegenen Empore befindet sich eine Orgel, die 1990 von der Orgelbaufirma Seifert aus Kevelaer gebaut und vollendet wurde. Das Instrument umfasst 3000 Pfeifen und verfügt über 45 Register und eine Extension auf drei Manualen und Pedal. 22 Register wurden aus der Vorgängerorgel von Ernst Seifert (III/P/75) aus dem Jahr 1930 übernommen. Die Weihe der Orgel fand am 30. November 1990 statt. Die Disposition lautet wie folgt:
| I Hauptwerk C–g3  |       |
| Principal         | 16′   |
| Principal         | 8′    |
| Flaut major       | 8′    |
| Oktave            | 4′    |
| Koppelflöte       | 4′    |
| Quinte            | 2 ⁄3′ |
| Superoktave       | 2′    |
| Cornett V (ab g0) |       |
| Mixtur V          | 2′    |
| Trompete          | 8′    |
| Trompete          | 4′    |

| II Schwellwerk C–g3   |        |
| Bordun                | 16′    |
| Principal             | 8′     |
| Flöte                 | 8′     |
| Salicional            | 8′     |
| Vox coelestis (ab c0) | 8′     |
| Principal             | 4′     |
| Holztraverse          | 4′     |
| Quinte                | 2 ⁄3′  |
| Schwegel              | 2′     |
| Terz                  | 1 3⁄5′ |
| Fourniture V          | 2 ⁄3′  |
| Bombarde              | 16′    |
| Trompette harmonique  | 8′     |
| Hautbois              | 8′     |
| Clairon               | 4′     |
|                       |        |
| Tremulant             |        |

| III Brustwerk (schwellbar) C–g3 |       |
| Holzgedackt                     | 8′    |
| Quintade                        | 8′    |
| Prinzipal                       | 4′    |
| Blockflöte                      | 4′    |
| Schweizerpfeife                 | 2′    |
| Spitzquinte                     | 1 ⁄3′ |
| Sesquialter II                  | 2 ⁄3′ |
| Cymbel III                      | 1′    |
| Krummhorn                       | 8′    |
| Vox humana                      | 8′    |
|                                 |       |
| Tremulant                       |       |

| Pedal C–f1    |        |
| Principal     | 32′    |
| Principal     | 16′    |
| Subbaß        | 16′    |
| Oktavbaß      | 8′     |
| Holzgedackt   | 8′     |
| Choralbaß     | 4′     |
| Hintersatz IV | 5 1⁄3′ |
| Posaune       | 16′    |
| Trompete      | 8′     |

- Koppeln: II/I, III/I, III/II, I/P, II/P, III/P
- Spielhilfe: 32fache Setzeranlage

### Glocken
Die ersten Glocken der Pfarrkirche St. Josef stammten von der Glockengießerei Otto aus Hemelingen und wurden am 26. September 1897 geweiht. Das vollständige Geläut wurde bereits 1917 im Ersten Weltkrieg eingeschmolzen. Danach wurde ein neues Geläut angeschafft, das am Himmelfahrtstag 1922 geweiht wurde. Auch dieses Geläut musste im Zweiten Weltkrieg am 19. Mai 1942 abgegeben werden. Nach dem Krieg konnten noch vor Ende des Wiederaufbaus am 26. September 1948 vier neue Glocken eingebaut werden.

## Pfarreiengemeinschaft
St. Josef ist Teil der „Pfarreiengemeinschaft Koblenz-Innenstadt Dreifaltigkeit“, zu der auch die Basilika St. Kastor, die Liebfrauenkirche und die Herz-Jesu-Kirche in der Altstadt sowie St. Menas in Stolzenfels gehören.

## Denkmalschutz
Die Pfarrkirche St. Josef ist ein geschütztes Kulturdenkmal nach dem Denkmalschutzgesetz (DSchG) und in der Denkmalliste des Landes Rheinland-Pfalz eingetragen. Sie liegt in Koblenz-Südliche Vorstadt in der St.-Josef-Straße 15.
Seit 2002 ist die Pfarrkirche St. Josef Teil des UNESCO-Welterbes Oberes Mittelrheintal.